# Haplidia lodosi
Haplidia lodosi är en skalbaggsart som beskrevs av Baraud 1988. Haplidia lodosi ingår i släktet Haplidia och familjen Melolonthidae. Inga underarter finns listade i Catalogue of Life.